# Zizito
Zizito fue la mascota oficial de la Copa América 2019 que se disputó en Brasil entre el 14 de junio al 7 de julio. Fue oficializado por la Confederación Sudamericana de Fútbol (CONMEBOL) el 12 de junio luego de salir ganador de una encuesta vía internet a nivel mundial.

## Descripción
Tiene la apariencia es la de un Hydrochoerus hydrochaeris (capibara) antropomórfico, mientras que su vestimenta es de la selección brasileña. Su nombre original se tenía previsto ser «Capibi», pero mediante la votación, los internautas decidieron ponerle el actual como una manera de honor póstumo a Zizinho, quién junto al argentino Norberto Méndez, comparten el título de máximos anotadores de goles históricos de la CONMEBOL.
La organización se refirió a la mascota de la siguiente forma:

El capibara está presente en América del Sur y es conocido por relacionarse bien con todos los animales. Simboliza la amistad, la forma amable con que los brasileños recibirán a todos los aficionados del fútbol en esta gran celebración del fútbol sudamericano.

### Aparición
Zizito hizo su primera aparición en la apertura de la Copa América 2019 en el estreno del sencillo «Vibra Continente» de Léo Santana y Karol G.